# Фосфорна киселина
фосфорна киселина (34), ортофосфорна киселина или фосфор(В)-киселина је минерална (неорганска) киселина чија је хемијска формула: H3PO4. Она спада у ред јачих киселина, јача је од фосфорасте која такође потиче од оксида фосфора. P25 је анхидрид фосфорне киселине. То је бео прах сличан снегу, и веома хидроскопан.
Ортофосфорна киселина је у IUPAC име овог једињења. Префикс орто- се употребљава због разликовања од осталих сродних киселина на бази фосфора, званих полифосфорне киселине. Ортофосфорна киселина је нетоксична, а када је чиста, на собној температури и притиску је чврста материја. Конјугована база фосфорне киселине је дихидроген-фосфатни јон, H
2PO−
4, који се претвара у конјуговану базу фосфата, PO3−
4. Фосфати су хранљиви за све облике живота. Поред тога што је хемијски реагенс, фосфорна киселина има широку употребу у: инхибицији рђе, додацима храни, заштити стоматолошких и ортопедских и индустријских помагала, електролита, проточности, распршивању агенаса, сировинама за ђубриво и деловима кућних производа за чишћење. Фосфорне киселине и фосфати су такође важни у биологији. Најчешћи извор фосфорне киселине је 85% водени раствор, а такви раствори су безбојни, без мириса и нестабилни. Око 85% раствора су сирупасте течности, али и је пречишћавања и даље могуће. Као јака киселина, фосфорна киселина је  корозивна. Због високог процента фосфорне киселине у овом реагенсу, бар неке од ортофосфорних киселина се кондензирају у полифосфорне киселине. Ради означавања и једноставности, 85% представља , као да је све ортофосфорна киселина. Разблажени водени раствори фосфорне киселине су у орто облику.

## Преглед
Фосфорна киселина је најважнија од многих фосфорних киселина које садрже кисеоник. Њен анхидрид је кристална супстанца са тачком топљења на 42,35 °, а концентровани водени раствор, који се обично подешава на 85%, је сирупаста течност. Добија се сагоревањем белог фосфора (или фосфорних пара) и растварањем насталог фосфор(V) оксида у води.
Други начин је реакција природног апатита и фосфорита са сумпорном киселином. Водени раствор фосфорне киселине, која има активност на нивоу средње јаких киселина, је трипротонска киселина, те се од ње изводе три низа соли: нормални фосфати (43-), водоник-фосфати (42-) и диводоник-фосфати. Сви водоникови фосфати су растворни у води, а они без водоника су растворни само са алкалним металима. Након загрејавања на температурама које су више од 200 °, ортофосфорна киселина губитком воде прелази у дифосфорну (пирофосфорну) киселину, , чије соли су познате као дифосфати или пирофосфати. На још вишим температурама настаје трифосфорна киселина и наредне вишег ранга, све до полимерне линеарно ланчане полифосфорне киселине. Њене соли су полифосфати – цикличне метафосфорне киселине (HPO3)n, чије соли су метафосфати.
Фосфорна киселина се највише употребљава за производњу свих врста фосфата, у технологији израде челика, производњи средстава за заштиту метала од рђања, те у фармацеутској индустрији. Ово је једна од малобројних нешкодљивих, односно неотровних киселина, те се употребљава и као средство за закисељивање многих безалкохолних пића.

## Реакције
Молекули ортофосфорне киселине могу се међусобно обједињавати у различита једињења који се односе на фосфорне киселине, али на много општији начин. Назив фосфорна киселина се такође може односити и на  хемикалије или реагенсе који садрже фосфорне киселине, као што су пирофосфорна или трифосфорна, али је то обично ортофосфорна киселина.
Анхидридна фосфорна киселина је бело, ниско растворно чврсто једињење, којим се преко дехидрације добија 85% фосфорна киселина, путем загрејавања у вакууму.
Ортофоспфорна киселина се након растварања у води јонизује и углавном даје  и протоне:
Након прве дисоцијације, анјони  постају диводоник-фосфатни анјони. Након друге дисоцијације, то су  , водоник-фосфатни анјони. Анјони након треће дисоцијације су 43−–фосфатни или ортофосфатни анјони. У свакој од горе приказаних реакција дисоцијације, постоји одвојена константа дисоцијације, звана ,  и  дата за 25 °. Везане са ове три константе дисоцијације су одговарајуће вредности:  и  на 25 °. Иако су сва три водоникова (H) атома еквивалентна у молекулу ортофосфорне киселине, сукцесивне вредности  се разликују јер је енергетски неповољније када се изгуби други H+, ако је један (или више) већ изгубљен, молекул/јон је негативније наелектрисан.
Због трипротонске дисоцијације ортофосфорне киселине, те чињенице да њене конјуговане базе (фосфати горе наведени) покривају широк -pH}- опсег, генералне нетоксичности раствора фосфорне киселине/фосфата, мешавине ове врсте фосфата се често користе као пуферски агенси или се од њих праве баферски раствори, где жељени pH зависи од пропорције фосфата у смеши. Слично томе, нетоксичне анјонске соли трипротонско органско једињење и лимунска киселина се такође често користе код прављења буфера. Фосфати се налазе понајвише у биолошким материјалима, посебно у једињењима изведеним из фосфорилизираних шећера, као што су ДНК, РНК и аденозин трифосфат (ATP).
Након загрејавања ортофосфорне киселине, кондензација фосфорних јединица може бити изазвана кондензацијом новонастале воде. Када се уклони један молекул воде за свака два молекула фосфорне киселине, резултат је пирофосфорна киселина. Када се пређе преко просека једног молекула воде по фосфорној јединици, настаје стакластокрута материја, која има емпиријску формулу , а зове се метафосфорна киселина. Метафосфорна киселина је једнострука безводна верзија ортофосфорне киселине, која се понекад користи као реагенс за упијање воде или влаге. Даља дехидрација је врло тешка, а може се остварити само путем изузетно јаких исушивача (а не само грејањем). Тиме се формира фосфорни анхидрид (пентоксид), који има емпиријску формулу , иако стварни молекул има хемијску формулу . Фосфорна киселина је чврста материја, која врло снажно упија влагу и користи се као исушивач.
У присуству суперкиселина (јачих од H
2SO
4), H
3PO
4, реагује стварањем слабо карактерисаних производа, хипотетички могуће корозивних, киселих соли тетрахидроксилфосфоних јона, који су изоелектронски са ортосилицијумском киселином. Претпостављена реакција са HSbF
6, на пример, предложена је као:
.

### Водени раствор
За дату укупну концентрацију киселине  ( – је укупни број молова чисте  која се узима за добијање 1 L раствора. Састав воденог раствора фосфорне киселине може се израчунати применом равнотежне једначине удружене са односима три горе описане реакције  = 10−14 и неутралности једначина. Могућа концентрација полифосфорних молекулских јона је занемарена. Систем се може ограничити до једначине петог степена [+] која се бројно решава на следећи начин:
|       |      |           |      |           |            |
| 1     | 1,08 | 91,7      | 8,29 | 6,20×10−6 | 1,60×10−17 |
| 10−1  | 1,62 | 76,1      | 23,9 | 6,20×10−5 | 5,55×10−16 |
| 10−2  | 2,25 | 43,1      | 56,9 | 6.20×10−4 | 2,33×10−14 |
| 10−3  | 3,05 | 10.6      | 89,3 | 6,20×10−3 | 1,48×10−12 |
| 10−4  | 4,01 | 1.30      | 98,6 | 6,19×10−2 | 1,34×10−10 |
| 10−5  | 5,00 | 0.133     | 99,3 | 0,612     | 1,30×10−8  |
| 10−6  | 5,97 | 1,34×10−2 | 94,5 | 5,50      | 1,11×10−6  |
| 10−7  | 6,74 | 1,80×10−3 | 74,5 | 25,5      | 3,02×10−5  |
| 10−10 | 7,00 | 8,24×10−4 | 61,7 | 38,3      | 8,18×10−5  |

За јаке концентрације киселине, раствор се углавном прави од . За  = 10−2, pH је близак , дајући еквимоларну мешавину  и . За  испод 10−3, раствор се углавном састоји од  са  када настају разређене растворине које нису занемарљиве.  је увек занемарљив. Будући да ова анализа не узима у обзир коефицијент јонске активности, pH и моларитет, справљање фосфорне киселине може значајно одступити од наведених вредности.